# Kemerovo
Kemerovo (tiếng Nga: Кемерово) là một thành phố công nghiệp ở Nga, nằm trên sông Tom, phía đông-đông bắc của Novosibirsk. Đây là trung tâm hành chính của tỉnh Kemerovo trong khu vực khai thác than lớn ở bể than Kuznetsk. Dân số: 484.754 (điều tra dân số 2002); 520.263 (điều tra dân số 1989). Thành phố được liên kết bởi sân bay quốc tế Kemerovo.

Cờ Kemerovo

Huy hiệu Kemerovo

## Liên kết
- Web-Camera with the view of the Theater Square in Kemerovo
- Natural landscapes of the Kemerovo area[liên kết hỏng]